# 川崎定理
川崎定理是一个折纸数学定理，它描述的是单点折痕图中可平折的充要条件，即奇数角度的总和是180度，偶数角的和也是180度。